# Подводные лодки проекта 636 «Варшавянка»
Подводные лодки проекта 636 «Варшавянка» (по кодификации НАТО — Improved Kilo) — серия многоцелевых дизель-электрических подводных лодок.
Является модернизированным вариантом экспортной подводной лодки проекта 877ЭКМ «Палтус». Изначально разработанные как экспортный вариант находятся на вооружении Китая (проект 636, 636М), Алжира, Вьетнама (проект 636.1) и России (проект 636.3).
Подводные лодки этого класса предполагалось строить в больших количествах на экспорт в страны Варшавского договора, поэтому проект и носит такое название.
Лодка предназначена для борьбы с подводными и надводными кораблями противника, защиты военно-морских баз, морского побережья и морских коммуникаций. Главный конструктор проекта Юрий Николаевич Кормилицин, с 2010 года Игорь Борисович Молчанов (636.3).
На июнь 2025 года из запланированных к строительству 36 подлодок построены 32 (32 в составе флотов Китая, Вьетнама, Алжира и России), ещё 4 планируются к закладке.

## История
Основной проект 877 создан в 1970-х годах ЦКБ «Рубин», проект 636 — одна из последних его модификаций. Строительство кораблей проекта 636 началось с середины 1990-х годов.
Б-340 проекта 636М, достроенная в 2005 году по заказу Китая, стала последней подводной лодкой, полностью построенной на заводе «Красное Сормово». В 2003—2005 годах две ПЛ проекта 636М были построены на «Севмаше», все остальные корабли строились на заводе «Адмиралтейские верфи» в Санкт-Петербурге.
Подводные лодки модифицированного 636 проекта имеют более высокую (по сравнению с предыдущими проектами) боевую эффективность. Оптимальное сочетание акустической скрытности и дальности обнаружения целей, новейший инерциальный навигационный комплекс, современная автоматизированная информационно-управляющая система, мощное быстродействующее торпедно-ракетное вооружение обеспечивают мировой приоритет кораблей этого класса в области неатомного подводного кораблестроения, поэтому строительство серии, с рядом усовершенствований, продолжается и в 2010-х годах.
В 2010—2016 годах были построены 6 лодок для Черноморского флота.
Затем была заказана серия из шести подводных лодок лодок для Тихоокеанского флота с планируемым завершением строительства в 2023 году. Все шесть кораблей вошли в состав 4-й отдельной бригады ПЛ Черноморского флота.
В 2022 году были подписаны контракты о, как минимум, одной субмарины для Балтийского и ещё шести — для Северного флота.

## Конструкция

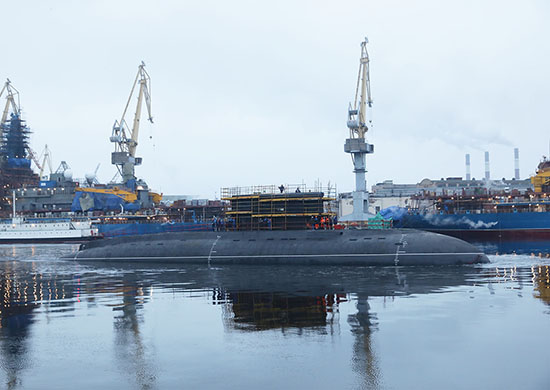
Подводная лодка «Магадан» во время швартовных испытаний. Июнь 2021 года

Схема проекта 636

Имеют двухкорпусную конструкцию, прочный корпус разделён на шесть отсеков.
Дальность хода в подводном положении:
- 400 миль на трёх узлах.
- в режиме РДП на скорости 7 узлов — 7500 миль.
- автономность составляет 45 суток[13].

На подводных лодках проекта 636.1 установлен новейший инерциальный навигационный комплекс с длительным хранением параметров без коррекции, обеспечивающий выдачу информации в ракетный комплекс в подводном положении. Тем самым обеспечивается повышенная скрытность в процессе выполнения боевых задач.
Модернизированные подлодки проекта 636.3 превосходят предыдущих представителей проекта мощностью дизель-генераторов, скоростью полного подводного хода, дальностью плавания в режиме работы дизелей под водой (РДП); имеют гораздо меньший уровень подводного шума. У подлодки проекта 636.3 оптимальное сочетание дальности обнаружения целей и акустической скрытности; она оснащена автоматизированной информационно-управляющей системой и современным инерциальным навигационным комплексом, что обеспечивает лучшие характеристики подводной лодки среди аналогичных лодок. По данным проектировщиков, эти лодки благодаря низкому уровню шумности способны обеспечить гарантированное упреждающее обнаружение и возможность атаки кораблей противника с большой дистанции с помощью ПКР — противокорабельных крылатых ракет.
По длительности погружения без применения шнорхеля, не превышающей три дня, ДЭПЛ проекта 636.3 существенно уступают современным неатомным подводным лодкам с воздухонезависимыми ГЭУ, которыми располагают ВМС ФРГ, Франции, Испании, Швеции и Японии. При этом полностью всплывать на поверхность для подзарядки аккумуляторов «Варшавянкам» необязательно, а их малодымные дизели, а также разработанный российскими специалистами режим ускоренной зарядки, затрудняют (хотя и не исключают полностью) обнаружение в режиме РДП.
Гребной вал вращается по деревянным направляющим, сделанным из дерева бакаут. Естественная смазка, выделяемая древесиной бакаута позволяет, при использовании данной технологии, обеспечить срок службы главного вала в течение 20 лет.

## Вооружение
Ракетный комплекс «Калибр» устанавливается на лодках модификаций 636M, 636.1 и 636.3.
Перезаряжание торпедного аппарата осуществляется за 15 секунд.

## Операторы
- Китай — 10 единиц проектов 636 и 636М эксплуатируется[20].
- Россия — 6 ПЛ проекта 636.3 эксплуатируется ЧФ РФ[21], 6 ПЛ — ТФ[22], 1 ПЛ заказана для БФ и 3 — для СФ.
- Вьетнам — 6 единиц проекта 636.1 эксплуатируется.
- Алжир — 4 единицы проектов 636М и 636.1 эксплуатируются[23][24]

## Представители
Подводные лодки типа «Варшавянка», объединяющего проекты 877 и 636 и их модификации, являются основным классом НАПЛ — неатомных подводных лодок, производимых в России. Они стоят на вооружении как российского, так и ряда зарубежных флотов.
Цвета таблицы:

Белый — не достроен или утилизирован не спущенным на воду

 Зелёный  — действующий в составе ВМФ

 Жёлтый  — действующий в составе иностранных ВМС или как гражданское судно

 Красный  — списан, утилизирован или потерян

 Синий  — повреждён или находится в ремонте
| Название                           | Верфь                | Зав. №     | Закладка    | Спуск на воду           | Ввод в строй            | Флот         | Состояние            | Прим.                          |
| Проект 636                         | Проект 636           | Проект 636 | Проект 636  | Проект 636              | Проект 636              | Проект 636   | Проект 636           | Проект 636                     |
| ---------------------------------- | -------------------- | ---------- | ----------- | ----------------------- | ----------------------- | ------------ | -------------------- | ------------------------------ |
| 366 Yuan Zhend 66 Hao              | Адмиралтейские верфи | 01616      | 16.07.1996  | 26.04.1997              | 26.08.1997              | ВМС Китая    | В строю              |                                |
| 367 Yuan Zhend 67 Hao              | Адмиралтейские верфи | 01327      | 28.08.1997  | 18.06.1998              | 25.10.1998              | ВМС Китая    | В строю              |                                |
|                                    | Проект 636М          |            |             |                         |                         |              |                      |                                |
| 368 Yuan Zhend 68 Hao              | Адмиралтейские верфи | 01329      | 18.10.2002  | 27.05.2004              | 20.10.2004              | ВМС Китая    | В строю              |                                |
| 369 Yuan Zhend 69 Hao              | Адмиралтейские верфи | 01330      | 18.10.2002  | 19.08.2004              | 05.2005                 | ВМС Китая    | В строю              |                                |
| 370 Yuan Zhend 70 Hao              | Адмиралтейские верфи | 01331      | 2004        | 04-05.2005              | 05.2005                 | ВМС Китая    | В строю              |                                |
| 371 Yuan Zhend 71 Hao              | Адмиралтейские верфи | 01332      | 2004        | 26.05.2005              | 2005                    | ВМС Китая    | В строю              |                                |
| 372 Yuan Zhend 72 Hao              | Адмиралтейские верфи | 01333      | 2004        | 26.08.2005              | 30.05.2006              | ВМС Китая    | В строю              |                                |
| 373 Yuan Zhend 73 Hao              | Красное Сормово      | 01611      | 07.1992     | 08.05.2004              | 05.08.2005              | ВМС Китая    | В строю              |                                |
| 374 Yuan Zhend 74 Hao              | Севмаш               | 01701      | 29.05.2003  | 21.05.2005 (04.06.2005) | 17.11.2005 (30.12.2005) | ВМС Китая    | В строю              |                                |
| 375 Yuan Zhend 75 Hao              | Севмаш               | 01702      | 29.05.2003  | 14.07.2005 (17.07.2005) | 24.11.2005 (30.12.2005) | ВМС Китая    | В строю              |                                |
| 021 Messali el Hadj                | Адмиралтейские верфи | 01336      | 2006        | 20.11.2008              | 28.08.2009              | ВМС Алжира   | В строю              |                                |
| 022 Akram Pacha                    | Адмиралтейские верфи | 01337      | 2007        | 09.04.2009              | 29.10.2010              | ВМС Алжира   | В строю              |                                |
|                                    | Проект 636.1         |            |             |                         |                         |              |                      |                                |
| HQ-182 Hà Nội («Ханой»)            | Адмиралтейские верфи | 01339      | 24.08.2010  | 28.08.2012              | 07.11.2013 03.04.2014   | ВМС Вьетнама | В строю              |                                |
| HQ-183 Hồ Chí Minh («Хошимин»)     | Адмиралтейские верфи | 01340      | 28.09.2011  | 28.12.2012              | 16.01.2014 03.04.2014   | ВМС Вьетнама | В строю              |                                |
| HQ-184 Hải Phòng («Хайфон»)        | Адмиралтейские верфи | 01341      | 23.10.2012  | 28.08.2013              | 04.12.2014 01.08.2015   | ВМС Вьетнама | В строю              |                                |
| HQ-185 Khánh Hòa («Кханьхоа»)      | Адмиралтейские верфи | 01342      | 23.10.2012  | 28.03.2014              | 13.05.2015 01.08.2015   | ВМС Вьетнама | В строю              |                                |
| HQ-186 Đà Nẵng («Дананг»)          | Адмиралтейские верфи | 01343      | 01.07.2013  | 28.12.2014              | 02.02.2016 28.02.2017   | ВМС Вьетнама | В строю              |                                |
| HQ-187 Bà Rịa-Vũng Tàu («Вунгтау») | Адмиралтейские верфи | 01344      | 28.05.2014  | 28.09.2015              | 20.01.2017 28.02.2017   | ВМС Вьетнама | В строю              |                                |
| 031 Ouarsenis («Уарсени»)          | Адмиралтейские верфи | 01346      | 2015        | 14.03.2017              | 02.10.2018 09.01.2019   | ВМС Алжира   | В строю              |                                |
| 032 Hoggar («Хоггар»)              | Адмиралтейские верфи | 01347      | 2016        | 29.06.2017              | 26.11.2018 09.01.2019   | ВМС Алжира   | В строю              |                                |
|                                    | Проект 636.3         |            |             |                         |                         |              |                      |                                |
| Б-261 «Новороссийск»               | Адмиралтейские верфи | 01670      | 20.08.2010  | 28.11.2013              | 22.08.2014              | ЧФ           | В строю              | В составе 4-й ОБрПЛ ЧФ         |
| Б-237 «Ростов-на-Дону»             | Адмиралтейские верфи | 01671      | 21.11.2011  | 26.06.2014              | 30.12.2014              | ЧФ           | В ремонте            | В составе 4-й ОБрПЛ ЧФ         |
| Б-262 «Старый Оскол»               | Адмиралтейские верфи | 01672      | 17.08.2012  | 28.08.2014              | 03.07.2015              | ЧФ           | В строю              | В составе 4-й ОБрПЛ ЧФ         |
| Б-265 «Краснодар»                  | Адмиралтейские верфи | 01673      | 20.02.2014  | 25.04.2015              | 05.11.2015              | ЧФ           | В строю              | В составе 4-й ОБрПЛ ЧФ         |
| Б-268 «Великий Новгород»           | Адмиралтейские верфи | 01674      | 30.10.2014  | 18.03.2016              | 26.10.2016              | ЧФ           | В строю              | В составе 4-й ОБрПЛ ЧФ         |
| Б-271 «Колпино»                    | Адмиралтейские верфи | 01675      | 30.10.2014  | 31.05.2016              | 24.11.2016              | ЧФ           | В строю              | В составе 4-й ОБрПЛ ЧФ         |
| Б-274 «Петропавловск-Камчатский»   | Адмиралтейские верфи | 01614      | 28.07.2017  | 28.03.2019              | 25.11.2019              | ТОФ          | В строю              | В составе 19-й БрПЛ ПрФлРС ТОФ |
| Б-603 «Волхов»                     | Адмиралтейские верфи | 01615      | 28.07.2017  | 26.12.2019              | 24.10.2020              | ТОФ          | В строю              | В составе 19-й БрПЛ ПрФлРС ТОФ |
| Б-602 «Магадан»                    | Адмиралтейские верфи | 01616      | 01.11.2019  | 26.03.2021              | 12.10.2021              | ТОФ          | В строю              | В составе 19-й БрПЛ ПрФлРС ТОФ |
| Б-588 «Уфа»                        | Адмиралтейские верфи | 01617      | 01.11.2019  | 31.03.2022              | 16.11.2022              | ТОФ          | В строю              | В составе 19-й БрПЛ ПрФлРС ТОФ |
| Б-608 «Можайск»                    | Адмиралтейские верфи | 01618      | 23.08.2021  | 27.04.2023              | 28.11.2023              | ТОФ          | В строю              | В составе 19-й БрПЛ ПрФлРС ТОФ |
| Б-610 «Якутск»                     | Адмиралтейские верфи | 01619      | 23.08.2021  | 11.10.2024              | 11.06.2025              | ТОФ          | В строю              | В составе 19-й БрПЛ ПрФлРС ТОФ |
| «Петрозаводск»                     | Адмиралтейские верфи | 01620      |             |                         |                         | БФ           | Готовится к закладке | Подписан контракт              |
| «Мариуполь»                        | Адмиралтейские верфи | 01621      | 2024 (план) |                         |                         | СФ           | Готовится к закладке | Подписан контракт              |
| «Кемерово»                         | Адмиралтейские верфи | 01622      |             |                         |                         | СФ           | Готовится к закладке | Подписан контракт              |
| «Липецк»                           | Адмиралтейские верфи | 01623      | 2027 (план) |                         |                         | СФ           | Готовится к закладке | Подписан контракт              |